# Neopetrobia potchensis
Neopetrobia potchensis är en spindeldjursart som beskrevs av Meyer 1974. Neopetrobia potchensis ingår i släktet Neopetrobia och familjen Tetranychidae. Inga underarter finns listade i Catalogue of Life.